# Kishartyán, Nógrád
Kishartyán  este un sat în districtul Salgótarján, județul Nógrád, Ungaria, având o populație de 576 de locuitori (2011). 

## Demografie
Componența etnică a satului Kishartyán
     Maghiari (90,19%)
     Romi (9,28%)
     Necunoscut (0,53%)
     Alții (0,53%)
Componența confesională a satului Kishartyán
     Romano-catolici (66,15%)
     Fără religie (5,03%)
     Reformați (1,56%)
     Necunoscută (26,22%)
     Alte religii (5,56%)
Conform recensământului din 2011, satul Kishartyán avea 576 de locuitori. Din punct de vedere etnic, majoritatea locuitorilor (90,19%) erau maghiari, cu o minoritate de romi (9,28%). Apartenența etnică nu este cunoscută în cazul a 0,53% din locuitori.  Din punct de vedere confesional, majoritatea locuitorilor (66,15%) erau romano-catolici, existând și minorități de persoane fără religie (5,03%) și reformați (1,56%). Pentru 26,22% din locuitori nu este cunoscută apartenența confesională.